# Peonia (municipio)
Peonia (griego: Παιονία) es un municipio de la República Helénica perteneciente a la unidad periférica de Kilkís de la periferia de Macedonia Central. Recibe su nombre de la antigua región de Peonia.
El municipio se formó en 2011 mediante la fusión de los antiguos municipios de Axioúpoli, Evropós, Gouménissa, Livadia y Polikastro (la actual capital municipal), que pasaron a ser unidades municipales. El municipio tiene un área de 919,3 km².
En 2011 el municipio tiene 28 493 habitantes, de los cuales 11 822 viven en la unidad municipal de Polikastro.
Se sitúa en la frontera con Macedonia del Norte, junto a la entrada al país de la carretera E75 que se hace a través de Gevgelija. Por el término de Peonia entra en Grecia el río Vardar.